# Mana (Jenissei)
Die Mana (russisch Мана), im Oberlauf Prawaja Mana (Правая Мана; Rechte Mana genannt), ist ein etwa 475 km langer, südöstlicher und orographisch rechter Nebenfluss des Jenissei in der Region Krasnojarsk in Sibirien, Russland (Asien).

## Verlauf
Die Manaquellen liegen im Ostsajan. Der Fluss verläuft in überwiegend nordwestlicher Richtung durch die Nordwestausläufer des Gebirges. Ab dem Dorf Mana liegen bis zur Mündung in den Jenissei nur sieben Dörfer bzw. Weiler. Die Mana mündet etwa 11,5 km (Luftlinie) ostnordöstlich unterhalb der Staumauer des Krasnojarsker Stausees bei Ust-Mana (was Mündung des Mana bedeutet), einer östlichen Siedlung von Diwnogorsk, in den zum Nordpolarmeer fließenden Jenissei.

## Einzugsgebiet und Abfluss
Das Einzugsgebiet der Mana ist 9320 km² groß. Die mittleren monatlichen Abflussmengen betragen im wasserärmsten Monat März 32,7 m³/s und im wasserreichsten Monat Mai 230 m³/s. Die Mana ist völlig frei fließend, es gibt hier kein Wehr und keine Staustufe.

## Verkehr
Das Dorf Mana ist täglich einmal per Bus oder Zug von Krasnojarsk aus erreichbar, wobei beide Verbindungen Stichstrecken darstellen, also nicht Hunderte Kilometer entlang des Flusses verlaufen. Die Orte Narva, Uman und Beretj haben dabei täglich Busverbindung nach Krasnojarsk.
Auf der Mana gibt es keine Berufsschifffahrt, es verkehren nur wenige 4-Sitzer-Motorboote der Einheimischen und ab 2015 wöchentlich ein bis zwei motorisierte Flöße für 10 bis 20 Personen einer Touristikfirma ab Narva oder Uman und fast täglich ebenfalls vorwiegend ab Beretj, jedoch vereinzelt auch ab Narva (240 Fluss-km bis Ust-Mana) und Uman (120 Fluss-km bis Ust-Mana).
Die Mana ist zum Rafting beliebt. Sie wird ab dem Dorf Mana über etwa 330 km als Flusswanderstrecke durch die Gebirgs-Taiga des Sajan von Kajaks, Kanus und auch Flößen befahren. Dabei verläuft die Hauptstrecke ab dem Dorf Beretj etwa 90 km vor der Mündung in den Jenissei und dann weiter auf diesem über nochmals 26 km in die Millionen-Metropole Krasnojarsk. Die häufigste Nutzung erfolgt dabei in der Woche vor dem und bis zum Krasnojarsker Stadtfest, das alljährlich  12. Juni stattfindet.